# Кертін Тауншип (округ Сентер, Пенсільванія)
Кертін Тауншип (англ. Curtin Township) — селище (англ. township) в США, в окрузі Сентр штату Пенсільванія. Населення — 494 особи (2020).

## Демографія
Згідно з переписом 2010 року, у селищі мешкало 618 осіб у 252 домогосподарствах у складі 183 родин. Було 455 помешкань
Расовий склад населення:
| - 98,4 % — білих - 0,6 % — чорних або афроамериканців - 0,3 % — корінних американців - 0,2 % — азіатів |

До двох чи більше рас належало 0,5 %. Частка іспаномовних становила 0,3 % від усіх жителів.
За віковим діапазоном населення розподілялося таким чином: 19,7 % — особи молодші 18 років, 63,1 % — особи у віці 18—64 років, 17,2 % — особи у віці 65 років та старші. Медіана віку мешканця становила 45,8 року. На 100 осіб жіночої статі у селищі припадало 113,1 чоловіків;  на 100 жінок у віці від 18 років та старших — 111,1 чоловіків також старших 18 років.
Середній дохід на одне домашнє господарство  становив 61 476 доларів США (медіана — 50 000), а середній дохід на одну сім'ю — 72 867 доларів (медіана — 58 036). За межею бідності перебувало 6,7 % осіб, у тому числі 17,3 % дітей у віці до 18 років та 2,2 % осіб у віці 65 років та старших.
Цивільне працевлаштоване населення становило 334 особи. Основні галузі зайнятості: освіта, охорона здоров'я та соціальна допомога — 18,6 %, роздрібна торгівля — 16,2 %, виробництво — 16,2 %.